# ستيوارت ديكسون
ستيوارت ديكسون (بالإنجليزية: Stewart Dickson)‏ هو سياسي بريطاني، ولد في 8 ديسمبر 1950 في المملكة المتحدة. حزبياً، نشط في حزب التحالف لأيرلندا الشمالية ‏. في انتخابات الجمعية التشريعية لأيرلندا الشمالية، 2011 ‏، انتخب عضو الجمعية التشريعية الرابعة لأيرلندا الشمالية ‏ عن دائرة East Antrim (Assembly constituency) ‏ وقد انضم خلال فترته النيابية ‏ (6 مايو 2011 – 24 مارس 2016) للكتلة البرلمانية حزب التحالف لأيرلندا الشمالية ‏ وفي 2016 Northern Ireland Assembly election ‏، انتخب Member of the 5th Northern Ireland Assembly ‏ عن دائرة East Antrim (Assembly constituency) ‏ وقد انضم خلال فترته النيابية ‏ (7 مايو 2016 – 26 يناير 2017) للكتلة البرلمانية حزب التحالف لأيرلندا الشمالية ‏ وفي انتخابات جمعية أيرلندا الشمالية 2017 ‏، انتخب Member of the 6th Northern Ireland Assembly ‏ عن دائرة East Antrim (Assembly constituency) ‏ وقد انضم خلال فترته النيابية ‏ (3 مارس 2017 – ) للكتلة البرلمانية حزب التحالف لأيرلندا الشمالية ‏.